# Phoma americana
Phoma americana är en lavart som beskrevs av Morgan-Jones & J.F. White 1983. Phoma americana ingår i släktet Phoma, ordningen Pleosporales, klassen Dothideomycetes, divisionen sporsäcksvampar och riket svampar.   Inga underarter finns listade i Catalogue of Life.